# Wardsend Cemetery

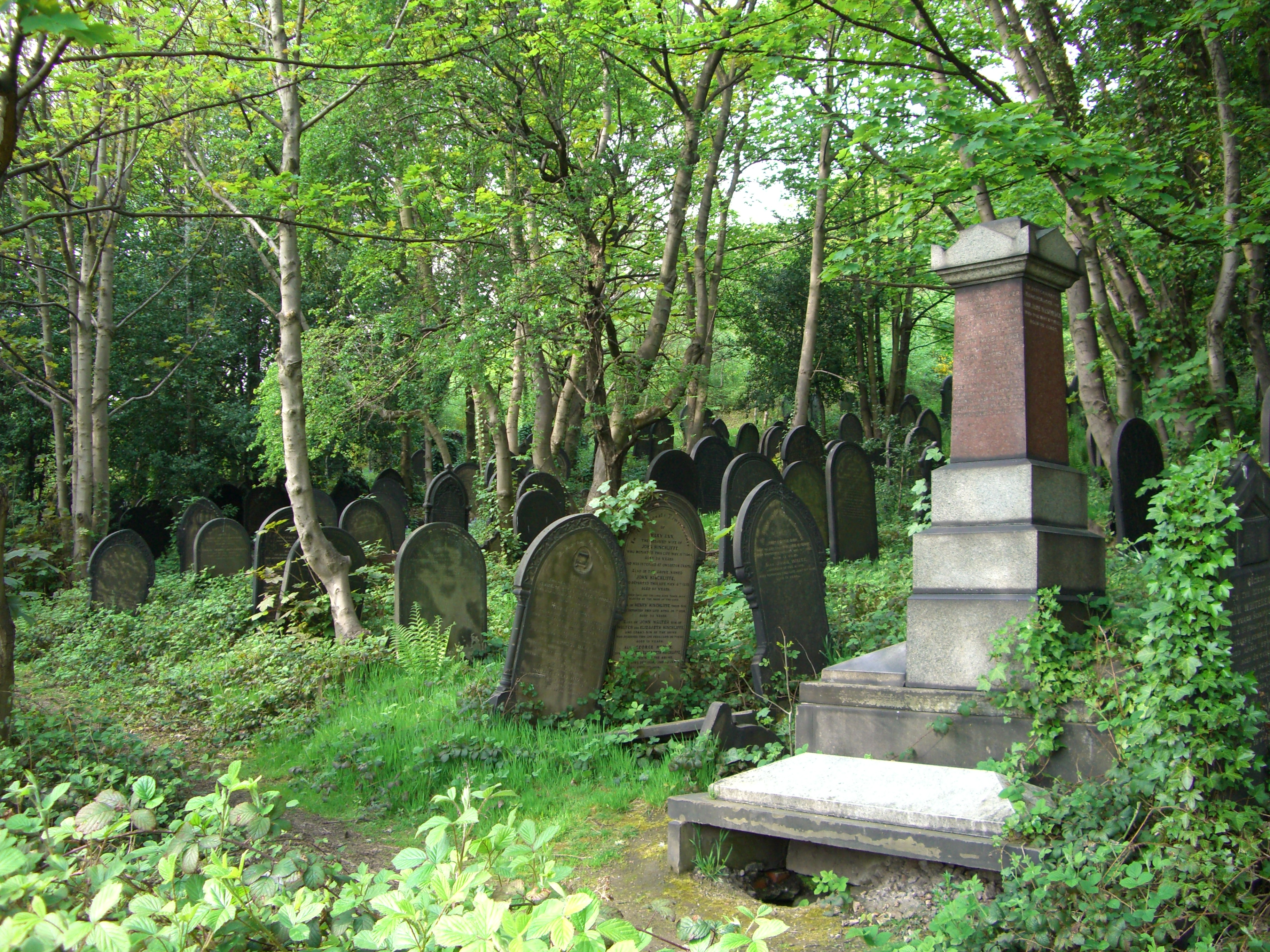
Wardsend Cemetery in 2008

Wardsend Cemetery is een verlaten begraafplaats in het noorden van de stad Sheffield, gelegen in het district Owlerton in Noord-Engeland. Het kerkhof werd op 21 juni 1857 in gebruik genomen en behoorde bij een thans niet meer bestaande St Philips Church op Infirmary Road. Sinds 1968 vond er geen reguliere begrafenis meer plaats, al werden in 1977 nog enkele overschotten van elders herbegraven. In 1988 werd het kerkhof definitief gesloten. Doordat de kerkelijke autoriteiten na de Tweede Wereldoorlog nauwelijks nog onderhoud aan de dodenakker lieten verrichten werd ze langzaam maar zeker door de natuur overwoekerd. Er is zodoende een moeilijk toegankelijk bebost gebied ontstaan. Het is de enige begraafplaats in het Verenigd Koninkrijk waar een nog in gebruik zijnde spoorlijn doorheen loopt. Er werden circa 30.000 mensen begraven. Sinds 2010 laat de lokale overheid de begraafplaats weer toegankelijk maken. Een vereniging van vrienden doet onderzoek naar de geschiedenis en verzorgt onderhoud.

## Overzicht
Wardsend Cemetery ligt op de westelijke flank van een heuvel aan de Don in het noorden van de stad, ingeklemd tussen Hillsborough in het westen en Shirecliffe boven op de heuvel. De hele westflank van de heuvel is bebost, en de begraafplaats valt op luchtfoto’s dan ook niet te onderscheiden. De enige weg die erheen leidt, Livesey Road, loopt achter het Owlerton Stadium, een windhondenrenbaan. De heuvelflank kijkt uit over Penistone Road en de voormalige kazerne van Hillsborough.
De oppervlakte bedraagt 5 acre, iets meer dan 2 hectare, ten westen van de spoorlijn, en 2 acre, dat is 0,8 hectare, beoosten het spoor. Het terrein werd met eigen middelen aangekocht door de anglicaanse dominee John Livesey, omdat het kerkhof van zijn Sint-Filipskerk te klein werd. Op het terrein liet hij een kapel en een huis voor de koster van de kerk bouwen. Om de begraafplaats vanuit Hillsborough te bereiken moet men de Don oversteken. Hiervoor bestond tot 2007 een stenen brug, Wardsend Bridge, die echter in een overstroming is vernield en daarna door een exemplaar van staal en beton werd vervangen.
Tegen het jaar 1900 hadden er op Wardsend Cemetery reeds ongeveer 20.000 begrafenissen plaatsgevonden, reden waarom 2 extra acre land aan de andere kant van de spoorlijn werd aangekocht. Deze lijn werd toentertijd voor het vervoer naar Manchester gebruikt en is anno 2013 nog in gebruik voor lokaal goederenverkeer naar Stocksbridge.
Sinds de begraafplaats geen officieel terrein voor begrafenissen meer is en toezicht ontbreekt is het terrein sterk verwaarloosd. Vandalisme en zwerfvuil hebben het uiterlijk van de begraafplaats aangetast, alsook de woekering van Japanse duizendknoop. De slechte staat van vele grafstenen, de moeilijk begaanbare paden en de afgelegen locatie vormden een probleem voor de veiligheid. Een groep geïnteresseerden stichtte de vereniging Friends of Wardsend Cemetery om aandacht voor de plek te vragen, onderzoek te doen en beheerstaken uit te voeren.

## Personen
Ann Marie Marsden, een tweejarig meisje, was in 1857 de eerste begravene. Op Wardsend Cemetery zijn vanwege de nabijheid van de Hillsborough-kazerne in de negentiende eeuw veel militairen begraven. Een obelisk met namen van militairen herinnert hier aan. De Ierse sergeant-majoor George Lambert, die voor zijn optreden gedurende de Indiase opstand van 1857 met het Victoria Cross werd onderscheiden, stierf te Sheffield in 1860 en werd op Wardsend begraven. Voorts bevat het kerkhof de graven van meerdere mensen die verdronken bij de overstroming van Sheffield in 1864. Ook vele slachtoffers uit de Eerste en Tweede Wereldoorlog kregen een plaats op de dodenakker. De Commonwealth War Graves Commission is niet in staat hun graven te onderhouden; hun namen bevinden zich op een herdenkingsmonument op City Road Cemetery.

## Lijkroofaffaire van Wardsend
Wardsend Cemetery was in 1862 de plaats van een rel waarbij 3.000 Sheffielders betrokken waren. De koster die bij de begraafplaats woonde werd door een daar werkende arbeider in 1862 beticht van lijkroof. Hij zou stoffelijke overschotten illegaal hebben verkocht aan medische scholen om te gebruiken bij anatomische colleges. Het gerucht verspreidde zich snel door de stad en op 3 juni 1862 verzamelde een woedende menigte zich op de begraafplaats. Men trof daar een aantal kisten met lijken aan, terwijl sommige anderen leeg waren. Dit was voor hen het bewijs dat de koster lijken doorverkocht. De menigte joeg de koster op de vlucht en stak vervolgens zijn huis in brand.
In het koetshuis van de begraafplaats bleken 15 doodskisten te liggen. De vrouw van de koster bevestigde dat deze met artsen van de medische school had onderhandeld. De indringende lijkgeur die was opgevallen werd veroorzaakt doordat stoffelijke resten, nadat de lijken waren ontleed, terug naar Wardsend waren gebracht en niet meteen herbegraven.
Dominee Livesey kwam ook onder verdenking, hij zou het begrafenisregister gemanipuleerd hebben. Op 11 juni 1862 verzamelden zich 3.000 inwoners in het gemeentehuis en eisten zijn schorsing. Door een rechtbank in York werd hij ten slotte tot een week gevangenisstraf wegens een enkele nalatigheid veroordeeld. De koster daarentegen kreeg drie maanden; hij zou zich verrijkt hebben door percelen op Wardsend Cemetery meermaals te verkopen en door voor anatomielessen gebruikte lichamen niet in ordentelijke lijkkisten te begraven.
Dominee Livesey werd later in ere hersteld, en zowel hij als de koster kregen schadevergoeding voor het verlies van eigendommen bij de rellen. De straat bij Wardsend Cemetery werd naar Livesey vernoemd.